# Julio Bavastro
Julio Bavastro (Paysandú, 7 de abril de 1894-Gallio, 28 de enero de 1918), también conocido por su nombre italianizado, Giulio Bavastro, fue un futbolista y militar uruguayo de ascendencia y nacionalidad italiana. Durante su carrera como futbolista vistió las camisetas de Milan (1910-1913) e Inter de Milán (1913-1916). Murió en el frente italiano durante la Primera Guerra Mundial.

## Vida y carrera
Nació en el departamento de Paysandú, hijo de Bautista Bavastro y Oriska Gerosa, ambos inmigrantes italianos. A los dieciséis años de edad, viajó a Italia junto a su hermano, Iberto Egidio, de diecinueve, para jugar en el Milan.
Jugó en el Milan durante tres temporadas, de 1910 a 1913, debutando el 27 de noviembre de 1910 en Genoa-Milan (0-3). El último partido que disputó con la camiseta rossonera fue el 6 de abril de 1913, en el encuentro Vicenza-Milan (0-3). Marcó un total de cuatro goles en 37 partidos.
Seguidamente jugó en el Inter de 1913 a 1915. Debutó el 12 de octubre de 1913 en Como-Inter (1-5) y marcó un gol en el derbi de Milán del 22 de febrero de 1914, que terminó 5-2 en favor del Inter. En dos temporadas con el Inter, totalizó 41 partidos y marcó diez goles.
Al haberse nacionalizado italiano, fue llamado a las armas tras el estallido de la Primera Guerra Mundial. Teniente del 20.º Regimiento Bersaglieri, murió en el conflicto durante la primera Batalla de las Tres Montañas en la meseta de Siete Municipios. Su hermano Iberto Egidio, también estuvo entre los soldados italianos caídos de la Primera Guerra Mundial. Su muerte se produjo el 23 de agosto de 1916 en Villa Rodolfina (Gorizia) en un hospital de campaña, donde había sido internado por heridas sufridas en combate.

## Honores
- Medalla de plata al valor militar.[1]